# Universitat Åbo Akademi
La Universitat Åbo Akademi és una universitat de llengua sueca situada a la ciutat de Turku, Finlàndia (Turku s'anomena Åbo en suec).
La universitat va ser fundada l'any 1918, i és la universitat més antiga de les tres que hi ha a la ciutat, les altres dues són la Universitat de Turku i l'Escola Superior de Ciències Econòmiques i Empresarials de Turku. La universitat no tan sols té activitat a Turku, també en té en altres ciutats com Vaasa, Jakobstad, Hèlsinki i Åland.
La Universitat va ser una institució privada fins a l'any 1981.
La Universitat Åbo Akademi no s'ha de confondre amb la Reial Acadèmia d'Åbo, la qual va ser fundada l'any 1640, però traslladada a Hèlsinki després de l'incendi de Turku de l'any 1827, avui en dia es coneix amb el nom d'Universitat de Hèlsinki.
La Universitat té una política mitjançant la qual aquells alumnes d'origen nòrdic que no siguin de parla sueca hauran de participar en un test de llengua sueca, de forma que es pugui saber la seva capacitat alhora d'estudiar en suec. Encara que, els estudiants que no siguin de països nòrdics podran elegir entre un test de llengua sueca o anglesa.

## Organització

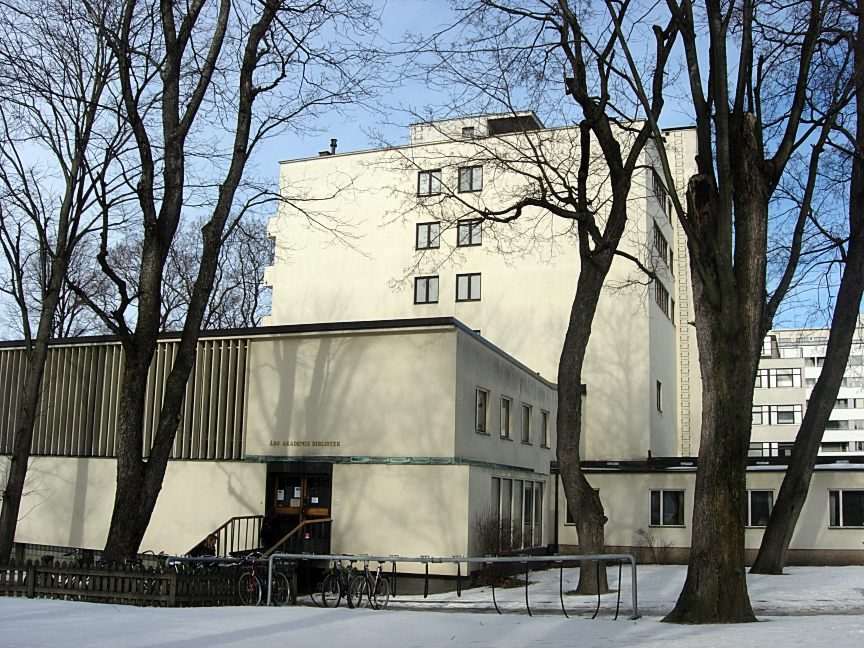
Biblioteca de la universitat

La universitat està organitzada en set facultats:
- Arts
- Matemàtiques i Ciències Naturals
- Ciències Econòmiques i Socials
- Tecnologia
- Teologia
- Educació (situada principalment a Vaasa, amb una institució a Jakobstad)
- Ciències Socials (situada a Vaasa)

A més, existeixen altres unitats i programes conjunts amb altres universitats, com:
- MediaCity (situat a Vaasa)
- Centre de Llengües
- Centre d'Educació Continuada
- Institut de Drets Humans
- Centre PET de Turku (portat conjuntament per la Universitat de Turku, la Universitat Åbo Akademi i l'Hospital Universitari de Turku)
- Centre d'Informàtica de Turku (TUCS) (en cooperació amb la Universitat de Turku, entre altres)
- Centre de Biotecnologia de Turku (en cooperació amb la Universitat de Turku, entre altres)